# 10985 Фіст
10985 Фіст  (10985 Feast) — астероїд головного поясу, відкритий 16 жовтня 1977 року.
Тіссеранів параметр щодо Юпітера — 3,665.